# Scaldasole

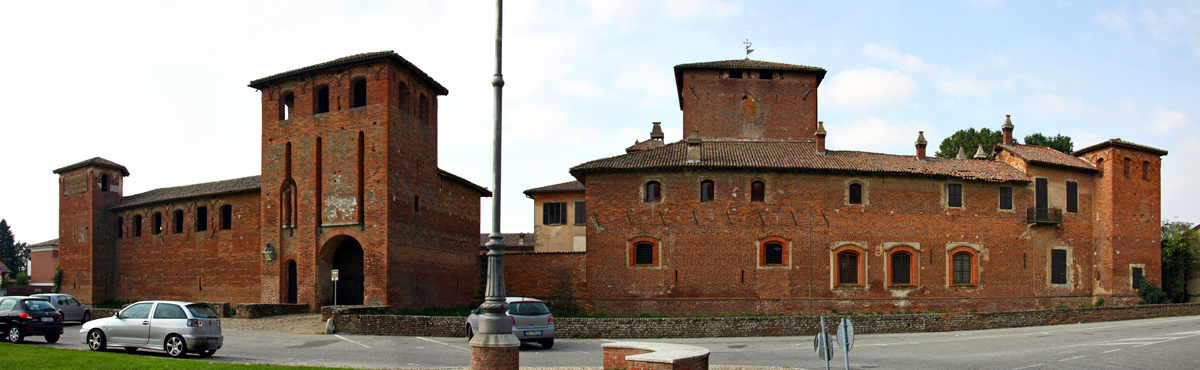
Panoramaansicht des Kastells Scaldasole

Scaldasole ist eine norditalienische Gemeinde (comune) mit 854 Einwohnern (Stand 31. Dezember 2023) in der Provinz Pavia in der Lombardei. Die Gemeinde liegt etwa 20 Kilometer westsüdwestlich von Pavia in der Lomellina.